# Guy Ier de Lusignan (comte de la Marche)
Pour les articles homonymes, voir Guy de Lusignan (homonymie) et Guy Ier.
Guy Ier de Lusignan ou Guy de la Marche, (v. 1269-nov. 1308) est un seigneur du Poitou et de Bretagne. Il reçoit en apanage le fief vicomtal d'Angoulême situé à La Rochefoucauld et hérite de son grand-oncle Guy de Lusignan (♰ 1288), fils d'Hugues X de Lusignan et d'Isabelle d'Angoulême, de la seigneurie d'Archiac,,.
Guy de la Marche devient seigneur de Lusignan, de Fougères, de Porhoët, comte de la Marche et d'Angoulême au décès de son frère aîné, Hugues XIII le Brun (♰ 1er nov. 1303) et prend le patronyme "de Lusignan". Il est parfois nommé Guiard ou Guyot.

## Biographie

### Famille
Guy est le fils d'Hugues XII de Lusignan (av. 1241-ap. 25 août 1270), seigneur de Lusignan, comte de la Marche et d'Angoulême (1250-1270) et de Jeanne de Fougères (av. 1242-ap. 1273), dame de Fougères et de Porhoët (1256-ap. 1273).

#### Homonyme
Il est parfois confondu avec son oncle, un autre Guy de Lusignan (v. 1243-1310/1311), seigneur de Couhé et de Peyrat, fils d'Hugues XI le Brun (v. 1221-1250) et de Yolande Bretagne (1218-1272), du fait notamment qu'il décéda avant lui.

#### Anthroponyme
Guy porte le prénom d'un aïeul dont les hauts faits véhiculent une mémoire familiale prestigieuse : Guy de Lusignan (av. 1153-1194), croisé, comte de Jaffa et d’Ascalon (1180-1186), roi de Jérusalem (1186-1192) puis seigneur de Chypre (1192-1194).

### Héritage
Guy, bien que déshérité par son frère aîné, Hugues XIII le Brun en 1297, prend possession des comtés de la Marche et d'Angoulême à son décès. Dès le mois de décembre 1303, il s'entend avec son neveu, Renaud IV, seigneur de Pons et de Bergerac (av. 1274-1305/1308) l'un des héritiers désignés dans le second testament d'Hugues XIII le Brun.
Le 1er juillet 1304, le Parlement de Paris, malgré les réclamations de Geoffroy II de Lusignan,, cousin de son père, et du comte de Sancerre, son beau-frère, accorde la saisine à Guy concernant les comtés de la Marche et d'Angoulême,.

### Les trahisons de Guy
Le 18 août 1304, Guy Ier de Lusignan accompagne l'ost royal de Philippe le Bel contre les troupes flamandes de Guillaume de Juliers et participe au début de la bataille de Mons-en-Pélève. Puis il quitte les hostilités et se retire à Valenciennes avec d'autres fuyards. Le 24 septembre suivant, Guy est au camp du roi, devant Lille, où Philippe le Bel a mit le siège.
Le 29 juin 1305, à Saintes, Guy traite avec le roi d'Angleterre, Édouard Ier, cousin de son père, et en fait son héritier pour le comté d'Angoulême. Il lui cède Cognac et Merpins et lui promet son aide contre le roi de France en échange de Saintes et de la sénéchaussée de Saintonge.

### Testaments et succession
Le 9 décembre 1303, Guy de Lusignan désigne comme usufruitière de ses biens, sa sœur aînée Yolande et institue son fils, Renaud IV de Pons, héritier. Par son testament du 24 septembre 1304, à Lille, il s'exécute.
En 1306, il soutient un procès contre Dreux III de Mello (av. 1270-1310), seigneur de Saint-Bris, pour la succession de Geoffroy II de Lusignan, seigneur de Jarnac. Le décès de son neveu, Renaud IV de Pons, l'amène à transférer ses droits au fils de ce dernier : Hélie II Rudel (v. 1300-av. 1334), seigneur de Bergerac, qu'il nomme héritier universel le 13 avril 1308,.

### Décès
Célibataire et sans enfant, Guy Ier de Lusignan meurt en novembre 1308, probablement quelques jours avant le 28 novembre, car c'est à cette date que les représentants de l'évêque de Poitiers réclament la possession du château de Lusignan et la forêt de Gâtine, en raison de la mort du comte de la Marche,. Sa sœur, Yolande de Lusignan, lui succède.

### Annexion des fiefs Lusignan au domaine royal
La branche masculine de la maison de Lusignan éteinte, Philippe IV le Bel réunis l'Angoumois et la Marche au domaine royal. Il traite avec Yolande de Lusignan, qui conserve l'usufruit des comtés de la Marche et d'Angoulême, testament daté du 12 août 1314. Le roi rachète, en 1309 et 1310 de différentes manières, les droits de plusieurs autres parents du dernier comte de la Marche ; à savoir : de Marie de la Marche, comtesse de Sancerre, de Jeanne de la Marche, dame de Couhé et de Peyrat, et d'Aymar de Valence, comte de Pembroke. Ainsi les seigneuries de Fougères et de Porhoët et les deux comtés de la Marche et d'Angoulême sont rattachés à la couronne.

## Sceaux et armoiries

### Sceau [1292]
Guy de Lusignan utilise ce sceau avant de succéder à son frère aîné en 1303. Il est sans doute devenu seigneur d'Archiac après la mort de son grand-oncle Guy de Lusignan, seigneur de Cognac, Archiac et Merpins en 1288. Mort qui libère la brisure au lambel qu'adopte Guy, qualifié de "varlet" dans l'acte qui renseigne ce sceau, probablement utilisé donc entre 1288 et 1303.
Avers : Rond, env. 40 mm,.
Description : Écu burelé de seize pièces au lambel à trois pendants.
Légende : .......RCYAC...
Sceau du secret : Rond, 20 mm,.
Description : Écu burelé au lambel à trois pendants.
Légende : ✠ SECRETVM...

### Sceau [1304]
Avers : Rond, 80 mm,.
Description : Sceau équestre. Le seigneur de Lusignan en costume de chasse tient un oiseau proie et ses gets sur le poing gauche vêtu d'un gant, la main droite ramenée sur le torse tient les rênes. Un petit chien est assis sur la croupe du cheval, derrière lui flotte un cor dont la sangle est passée autour des épaules du cavalier. Le dosseret de la selle porte sans doute le burelé des armes Lusignan.
Légende : ✠ S' • GVIDONIS ⠅DE ⠅LEZI..ACO ⠅CO..... .....IE
Légende transcrite : Sigillum Guidonis de Leziniaco, comitis Marchie
Contre-sceau : Rond, 80 mm,.
Description : Dans une rosace à chanfrein, écu burelé de vingt pièces, entouré de fougères.
Légende : ✠ ET • E..... ET • DOMINI • LEZINIACI
Légende transcrite : Et Engolisme, et domini Leziniaci

### Sceau [1308]
Avers : Rond, 78 mm,,,.
Description : Type équestre de chasse, à droite. Le cheval au galop. Le comte, nu-tête, les cheveux bouclés sur les oreilles, vêtu d'une cotte, tient de la main droite les rênes de sa monture, et, de la gauche couverte d'un gantelet, un faucon muni de ses gets. Un petit chien est debout sur la croupe du cheval, derrière lui flotte un cor dont la sangle est passée autour des épaules du cavalier. sous le ventre de ce dernier est figuré un chêne (ce sceau se distingue du précédent par la position du chien et la présence du chêne sur le ventre du cheval).
Légende : ✠ S' • GVI..... .E • LEZINIACO • COMITIS • MARChIE
Légende transcrite : Sigillum Guidonis de Leziniaco, comitis Marchie
Contre-sceau : Rond, 78 mm ,,,,.
Description : Écu burelé de vingt pièces entouré de fougères, le tout dans un polylobe, dans les écoinçons, des trèfles évidés.
Légende : ✠ ET • ENGOLISME • ET • DOMINI • DE • LEZIN.ACO
Légende transcrite : Et Engolisme, et domini de Leziniaco
Avers : Rond, 45 mm,.
Description : Sceau armorial à l'écu burelé de vingt pièces des Lusignan accosté à gauche d'un rameau de chêne et à droite d'un rameau de fougère, timbré d'un fleuron végétal.
Légende : Détruite, illisible.
Contre-sceau : Rond,.
Description : Écu burelé des Lusignan dans un cartouche formé de branches (de fougères ?).
Légende : CONGRAS' ...

### Armoiries [1279]
| Blason | Blasonnement : Écu burelé d'argent et d'azur de quatorze pièces Commentaires : Blason de Guy de la Marche, d'après l'Armorial du Tournoi de Compiègne en 1279. |

Références,
| Blason | Blasonnement : Écu burelé d'argent et d'azur de seize pièces Commentaires : Blason de Guy de la Marche, d'après l'Armorial de Bavière, copie du début du XVe siècle, d'après original perdu. |

Références,,

### Armoiries [1292]
| Blason | Blasonnement : Écu burelé d'argent et d'azur de seize pièces au lambel à trois pendants de gueules Commentaires : Blason de Guy de la Marche, seigneur d'Archiac, d'après les empreintes d'un sceau et d'un contre-sceau de 1292. |

Références,,

### Armoiries [v. 1292]
| Blason | Blasonnement : Écu burelé d'argent et de gueules de seize pièces Commentaires : Blason de Guy de la Marche, d'après l'Armorial Le Breton vers 1292. |

Références,,

### Armoiries [1304-1308]
| Blason | Blasonnement : Écu burelé d'argent et d'azur de vingt pièces Commentaires : Blason de Guy de Lusignan, comte de la Marche et d'Angoulême, et seigneur de Lusignan, d'après les empreintes de contre-sceaux de 1304 à 1308. |

Références,,,,,,,,,,

## Sources et bibliographie

### Sources sigillographiques
- SIGILLA : base numérique des sceaux conservés en France, « Guy de Lusignan », sur sigilla.irht.cnrs.fr, Cnrs / IRHT. [lire en ligne]
- Sigillographie du Poitou jusqu'en 1515 : étude d'histoire provinciale sur les institutions, les arts et la civilisation d'après les sceaux, éd. François Eygun, Poitiers, Société des Antiquaires de l'ouest, 1938, no 449, p. 225 & pl. XVI.